# 高根木戸駅

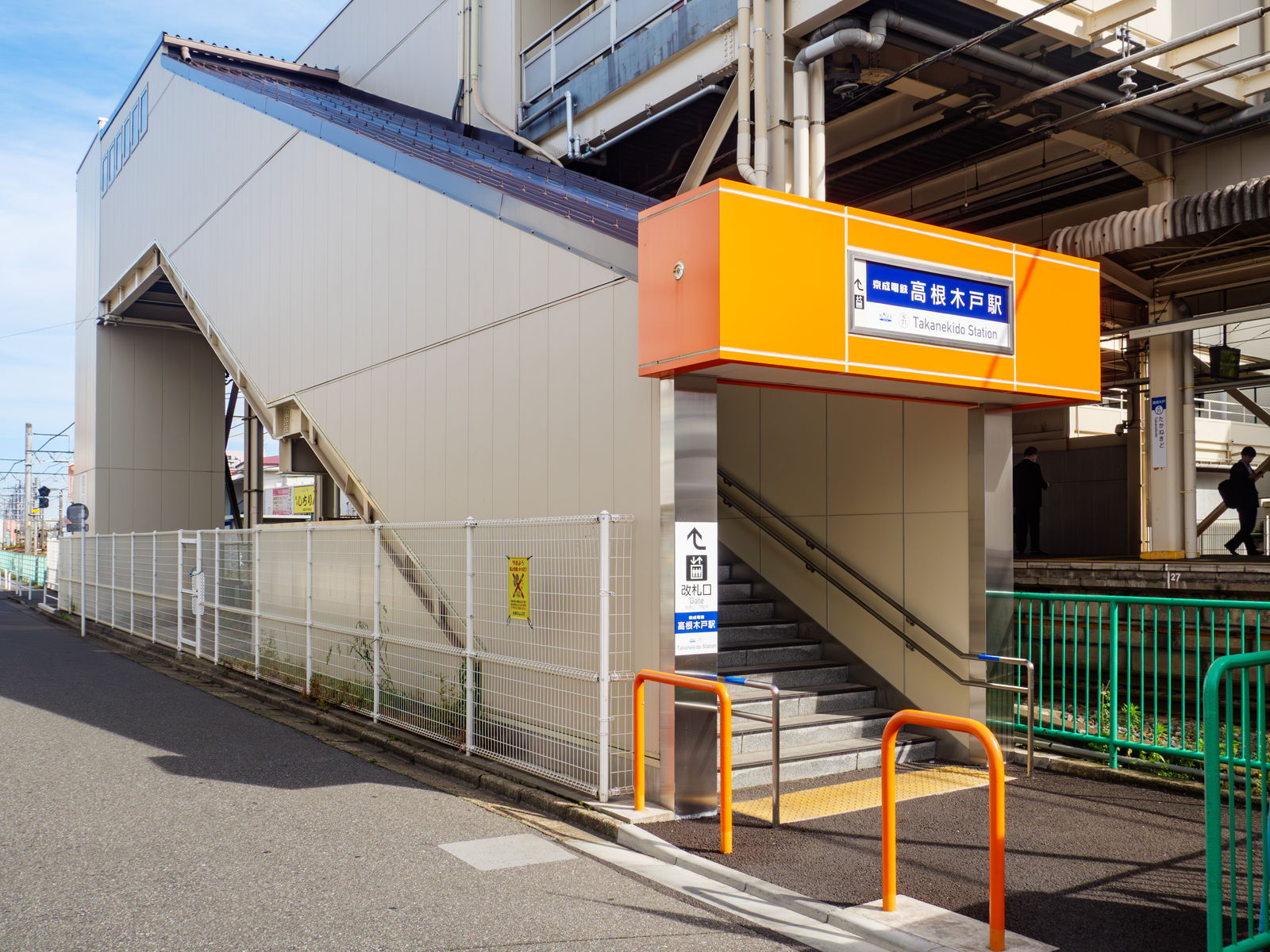
南口（2025年5月）

高根木戸駅（たかねきどえき）は、千葉県船橋市習志野台一丁目にある、京成電鉄松戸線の駅である。駅番号はKS71。

## 歴史
- 1948年（昭和23年）10月8日：新京成電鉄新京成線の駅として開業。
- 2014年（平成26年）2月：駅番号「SL18」を設定[1]。
- 2022年（令和4年）6月23日：自社の鉄道むすめである「五香たかね」で駅構内を装飾[2]。
- 2025年（令和7年）4月1日：新京成電鉄の京成電鉄への吸収合併に伴い、京成電鉄松戸線の駅となる。同時に駅番号をSL18からKS71に変更[3]。

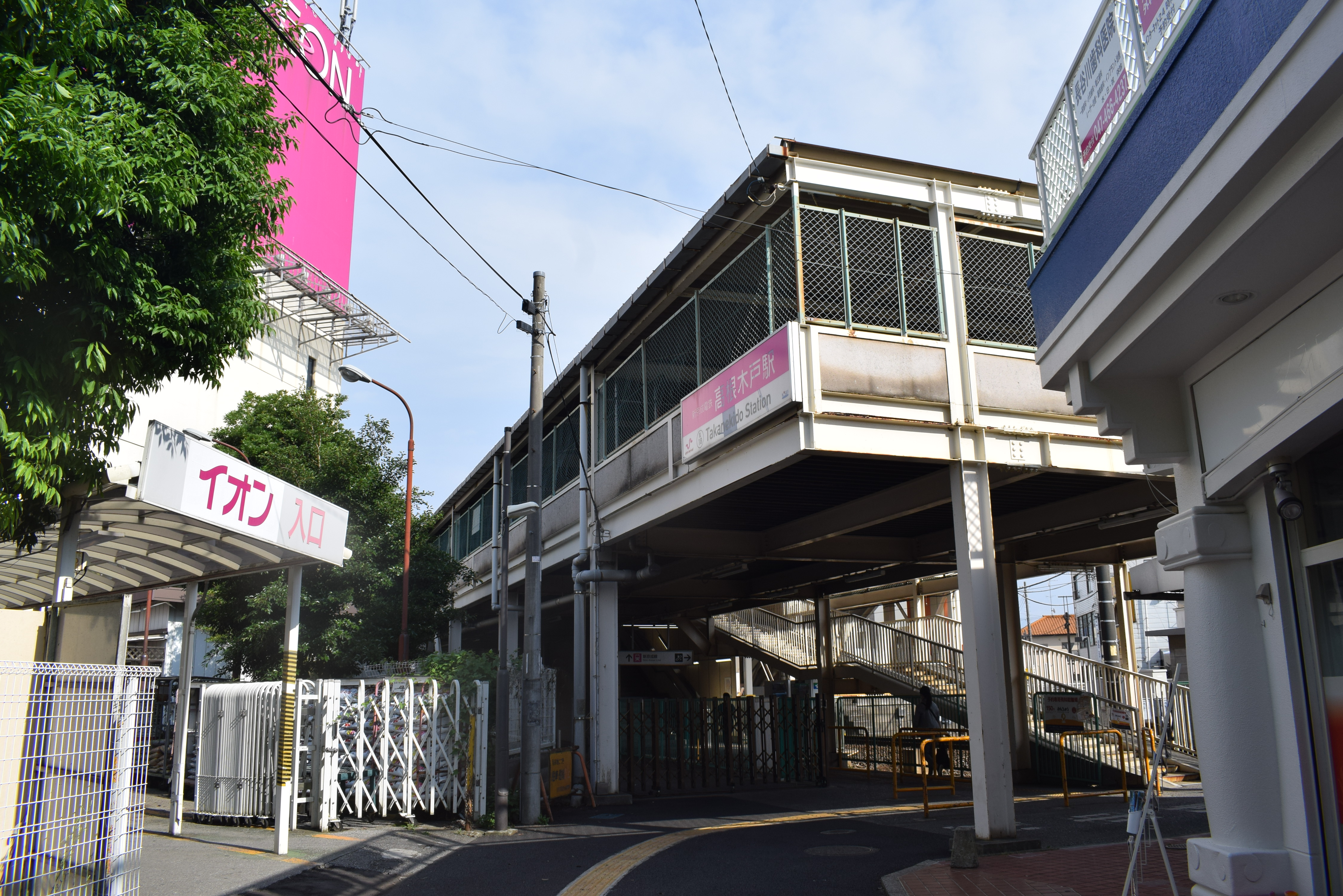
新京成電鉄時代の北口（2020年6月）
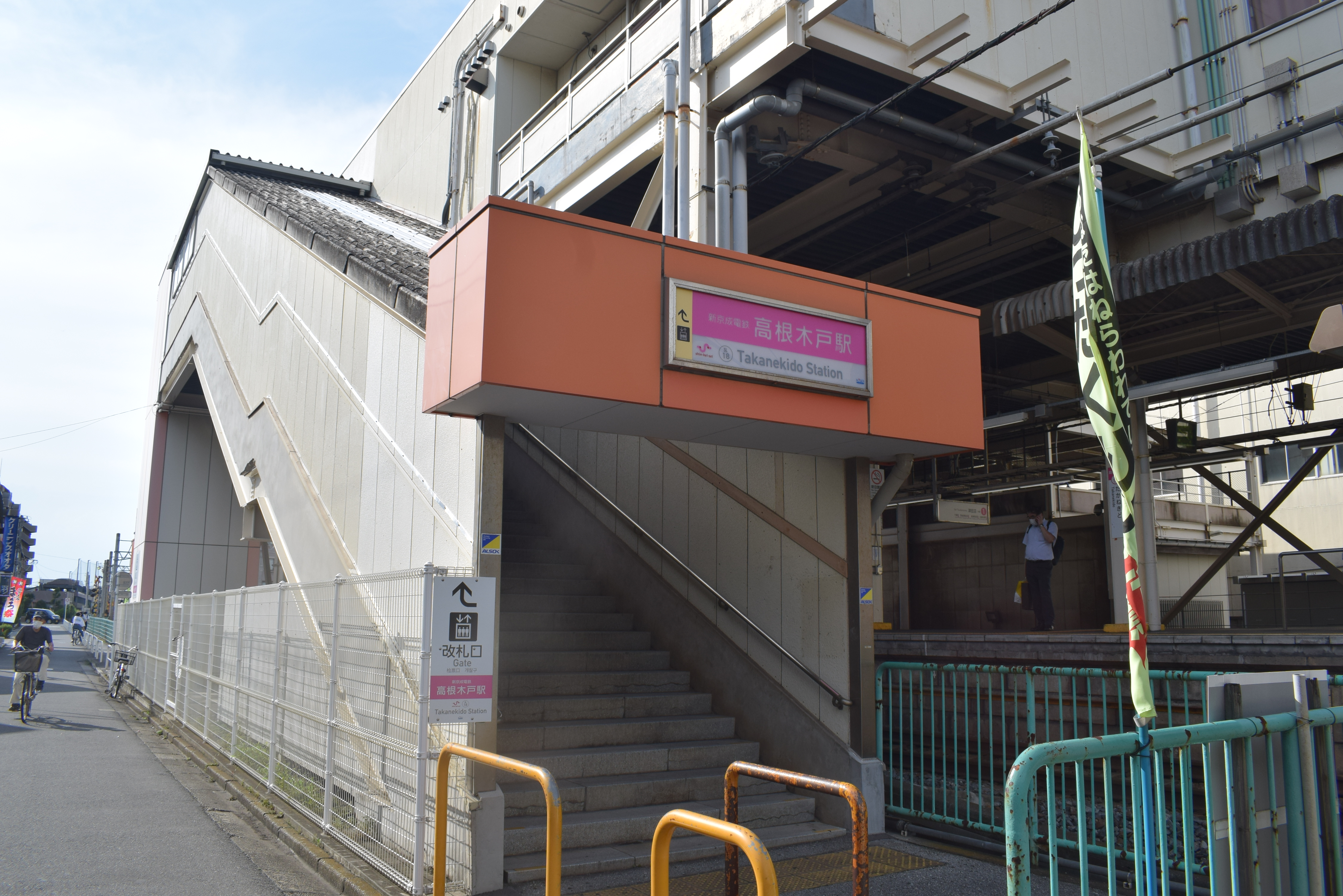
新京成電鉄時代の南口（2020年6月）

### 駅名について
駅名の元となった字高根木戸は小金牧の木戸に由来する。

## 駅構造
島式ホーム1面2線の地上駅で、橋上駅舎を有する。改築前は島式ホームの一端に駅本屋があり、踏切を介して外部道路と接続していた。
有人駅だが、22時から翌朝7時までの間は駅員が不在となる。無人の場合であってもインターホンで管理駅の係員と通話できる。

### のりば
| 番線 | 路線   | 方向 | 行先                                     |
| ---- | ------ | ---- | ---------------------------------------- |
| 1    | 松戸線 | 下り | 北習志野・新津田沼・京成津田沼・千葉方面 |
| 2    | 松戸線 | 上り | 新鎌ヶ谷・八柱・松戸方面                 |

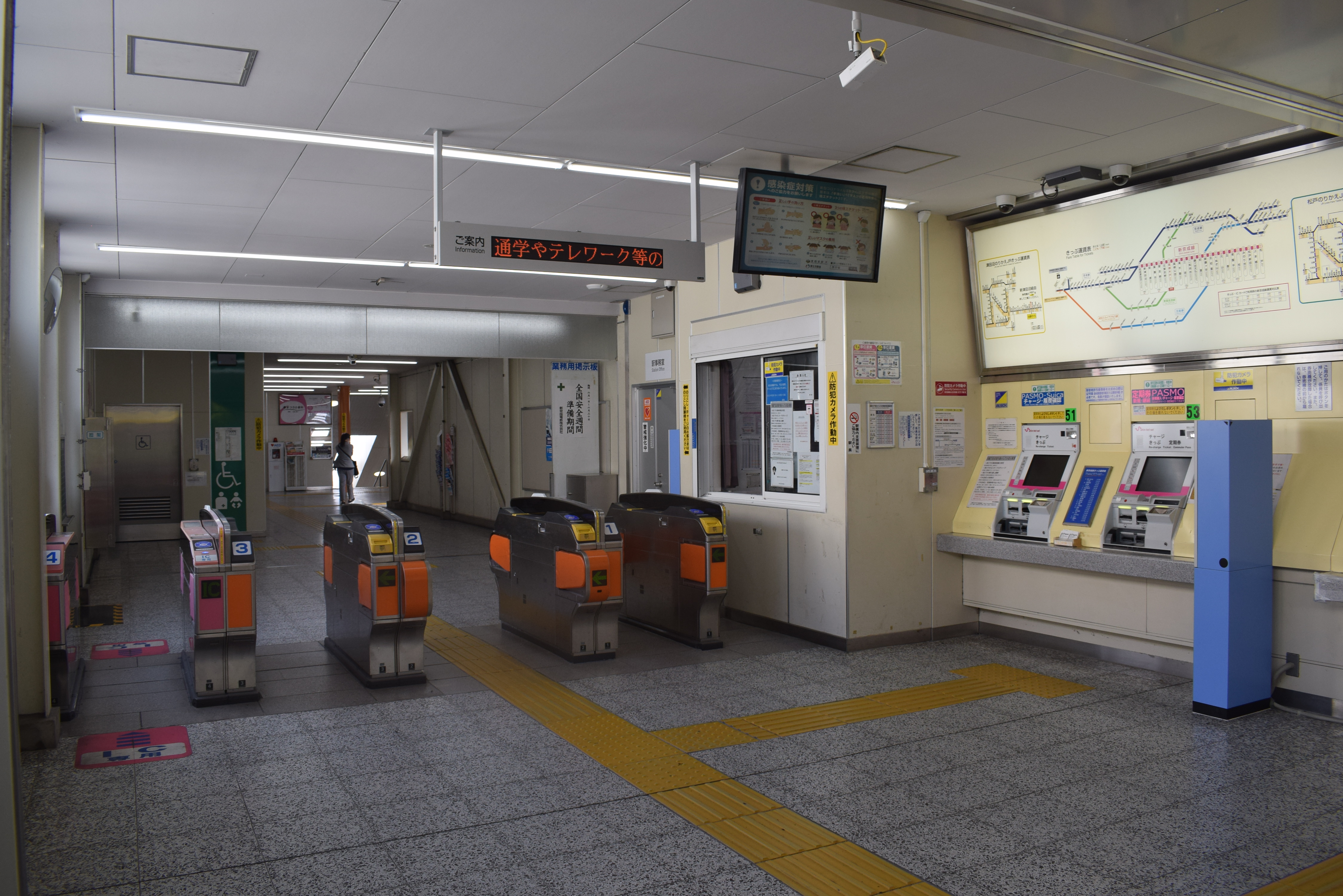
改札口（2020年6月）
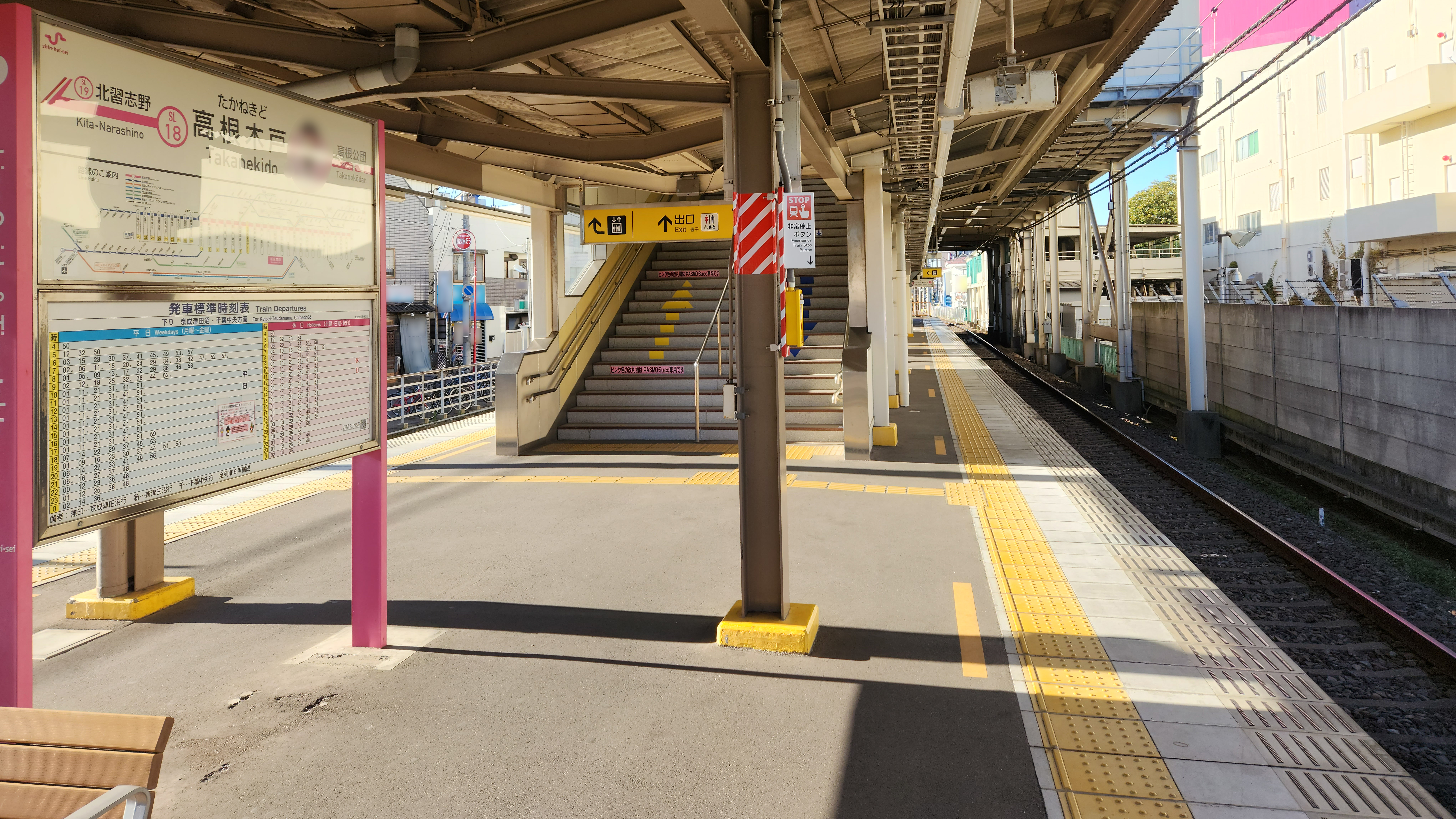
駅ホーム（2023年1月）

## 利用状況
2024年度の1日平均乗降人員は8,079人である。近年の推移は下表の通り。
| 年度               | 乗降人員 | 一日平均 乗車人員 |
| ------------------ | -------- | ----------------- |
| 2007年（平成19年） |          | 4,253             |
| 2008年（平成20年） |          | 4,254             |
| 2009年（平成21年） |          | 4,133             |
| 2010年（平成22年） |          | 4,039             |
| 2011年（平成23年） |          | 3,917             |
| 2012年（平成24年） |          | 4,009             |
| 2013年（平成25年） |          | 4,135             |
| 2014年（平成26年） |          | 4,036             |
| 2015年（平成27年） |          | 4,110             |
| 2016年（平成28年） |          | 4,187             |
| 2017年（平成29年） |          | 4,240             |
| 2018年（平成30年） |          | 4,288             |
| 2019年（令和元年） | 8,370    | 4,225             |
| 2020年（令和02年） | 6,686    |                   |
| 2021年（令和03年） | 7,211    |                   |
| 2022年（令和04年） | 7,832    |                   |
| 2023年（令和05年） | 8,015    |                   |
| 2024年（令和06年） | 8,079    |                   |

## 駅周辺
隣駅の高根公団駅までは約650メートル（徒歩約8分）、北習志野駅までは約850メートル（徒歩約10分）の距離に位置する。
駅北口にはイオン高根木戸店が隣接している。

## バス路線
最寄のバス停は、「高根木戸駅」となる。
| 乗場 | 系統            | 主要経由地                           | 行先       | 運行事業者              | 所管   |
| ---- | --------------- | ------------------------------------ | ---------- | ----------------------- | ------ |
| 上り | 船23            | 新高根・駿河台・船橋警察署           | 船橋駅北口 | ■京成バス千葉セントラル | 習志野 |
| 上り | 船23A           | 新高根・駿河台・東船橋駅・船橋警察署 | 船橋駅北口 | ■京成バス千葉セントラル | 習志野 |
| 上り | 東03            | 新高根・駿河台                       | 東船橋駅   | ■京成バス千葉セントラル | 習志野 |
| 下り | 船23 船23A 東03 | 京葉ガス前                           | 北習志野駅 | ■京成バス千葉セントラル | 習志野 |

## 隣の駅
京成電鉄
 松戸線
高根公団駅 (KS72) - 高根木戸駅 (KS71) - 北習志野駅 (KS70)